# قرة غورت
قرة غورت هي قرية في مقاطعة هشترود، إيران. عدد سكان هذه القرية هو 117 في سنة 2006.